# بخش اپوستولس
بخش اپوستولس (به اسپانیایی: Departamento Apóstoles) یک منطقهٔ مسکونی در آرژانتین است که در استان میسیونس واقع شده‌است.